# Lithacodia mysteriosa
Lithacodia mysteriosa là một loài bướm đêm trong họ Noctuidae.